# Динсхајм
Динсхајм (фр. Dinsheim) насеље је и општина у источној Француској у региону Алзас, у департману Доња Рајна која припада префектури Молсхајм.
По подацима из 2011. године у општини је живело 1371 становника, а густина насељености је износила 275,3 становника/km². Општина се простире на површини од 4,98 km². Налази се на средњој надморској висини од 200 метара (максималној 330 m, а минималној 195 m).

## Демографија
| 1962. | 1968. | 1975. | 1982. | 1990. | 1999. | 2011. |
| ----- | ----- | ----- | ----- | ----- | ----- | ----- |
| 86    | 135   | 137   | 86    | 114   | 123   | 1.371 |

График промене броја становника у току последњих година